# Vittorio Marullo di Condojanni
Vittorio Marullo di Condojanni (* 29. November 1907 in Milazzo; † 27. März 1982 in Messina) war Ehren- und Devotions-Großkreuz-Bailli in Obedienz und von 1978 bis 1980 der Großkanzler und somit Außenminister des Malteserordens, einem der vier Hohen Ämter des Ordens.

## Leben
Vittorio Marullo di Condojanni stammte aus der Adelsfamilie Marullo di Messina. Er wurde am 15. Mai 1943 in den Souveränen Malteserorden aufgenommen. Am 18. Januar 1949 wurde er – verwitwet – in das Noviziat aufgenommen und legte am 7. April 1951 seine ersten Gelübde ab. Am 29. November 1965 legte er die feierliche Profess ab. Ab 1966 hatte er das Amt des Delegierten des Großpriorats von Messina inne und kurz darauf wurde er Stellvertreter des Großpriorats von Neapel und Sizilien.
Am 11. April 1967 wurde er in den Souveränen Rat des Malteserordens kooptiert. Von 1967 mit Bestätigung in den Generalkapiteln 1973 und 1978 war er bis zu seinem Tode 1982 Großkomtur des Malteserordens und dazu Großkanzler.
Vittorio Marullo di Condojanni, seit 1977 Fürst von Casalnuovo, ist der Vater des späteren Großkanzlers des Malteserordens Carlo Marullo di Condojanni.

## Ehrungen und Auszeichnungen
- Orden del Libertador durch den Präsidenten der Republik Venezuela (1973)[2]
- Komturkreuz des Ordre National du Dahomey (Dahomeyorden, 1973)[2]
- Großkreuz des Verdienstordens der Italienischen Republik durch Präsident Giovanni Leone (1976)[3]
- Orden des Sterns von Äthiopien